# باشگاه فوتبال آلبیون اسپورتس
باشگاه فوتبال آلبیون اسپورتس (به انگلیسی: Albion Sports A.F.C.) یک باشگاه فوتبال در شهر برادفورد، کشور انگلستان است که در سال ۱۹۷۴ میلادی تأسیس شده‌است.